# Kẽm proteinat
Kẽm protein là sản phẩm cuối cùng tạo ra từ sự thải sắt của kẽm với các amino acid và/hoặc protein thủy phân một phần. Nó được sử dụng như một chất bổ sung thức ăn dinh dưỡng động vật được xây dựng để ngăn ngừa và/hoặc điều chỉnh sự thiếu hụt kẽm ở động vật. Kẽm proteinate có thể được sử dụng thay thế kẽm sulfat và kẽm methionine.